# Військово-морські сили Корейської народної армії

Військово-морський прапор Корейської Народно-Демократичної Республіки

Військово-морські сили Корейської народної армії (хангіль: 조선인민군 해군; ханча: 朝鮮人民軍 海軍, Chosŏn-inmingun Haegun, "Корейський народний військовий флот") - морський вид сил Корейської народної армії.
У його складі  близько 780 кораблів, катерів та допоміжних суден, включаючи 70 надмалих підводних човнів (включаючи типи  "Йоно" та "Санг-О" ), 20 підводних човнів проекту 633 та близько 140 десантних катерів на повітряній подушці місцевого виробництва. 
Військово-морський флот Північної Кореї розглядається як прибережний і діє переважно у п'ятидесятикілометровій зоні від узбережжя. Він складаєся з ескадр східного і західного узбережжя, які не можуть надати взаємну підтримку у випадку війни з Південною Кореєю. Обмежений радіус дії більшості старих і погано утримуваних плавзасобів означає, що навіть у мирний час більшість кораблів з одного узбережжя практично не може бути переміщена на інше.

## Історія
Військово-морські сили Корейської народної армії було створено 5 червня 1946 року. 
Час від часу траплялися зіткнення між морськими силами двох корейських держав. Останнім за часом можливо є  інцидент з корветом "Чхонан" (26 березня 2010 р.)

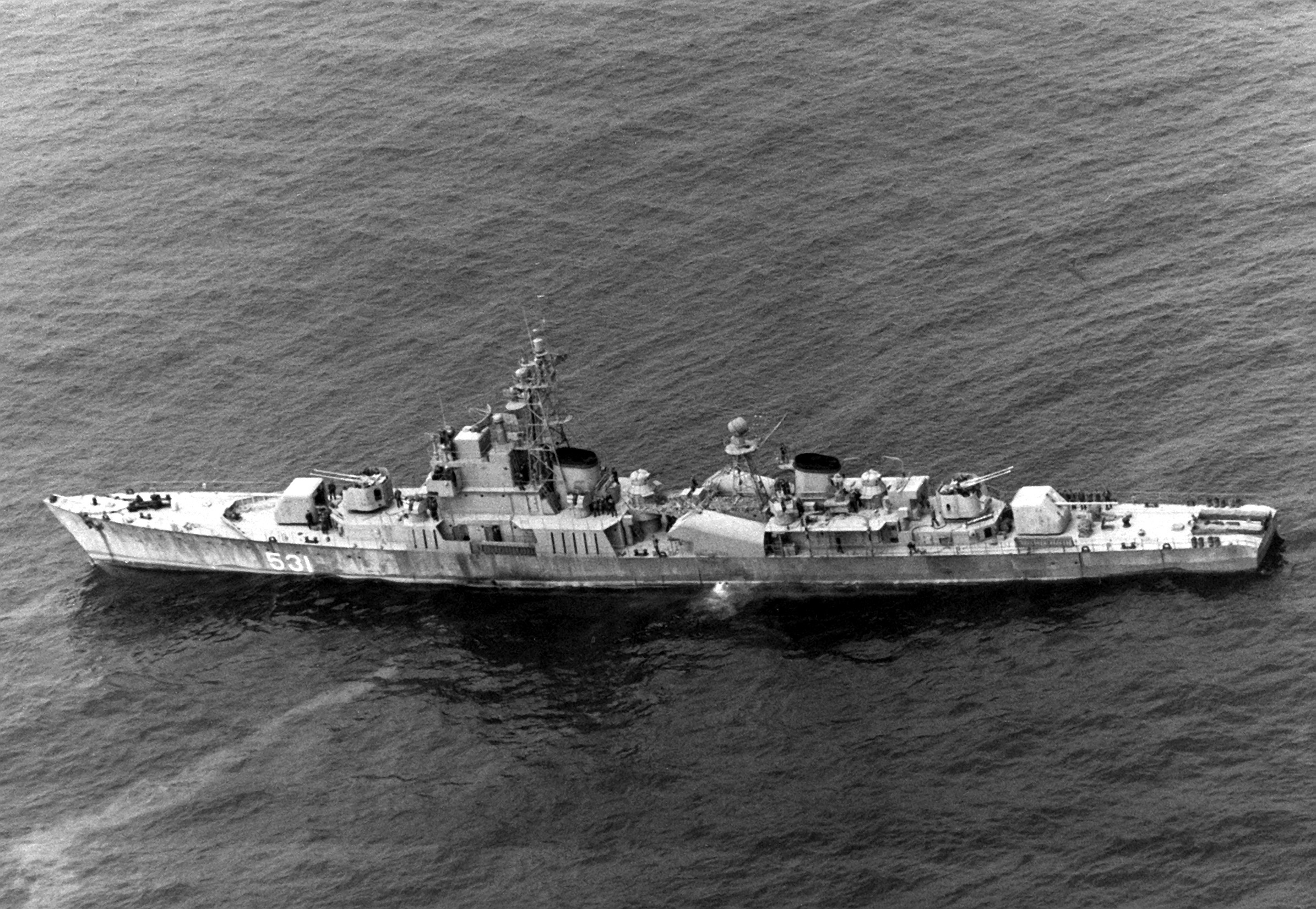
Фотографія північно-корейського фрегату типу "Наджін", зроблена з повітря у 1993 році.